# Nat Lofthouse
Nathaniel Lofthouse OBE, plus connu sous le nom de Nat Lofthouse, né le 27 août 1925 et mort le 15 janvier 2011, est un footballeur anglais qui jouait au poste d'attaquant. Il est Officier de l'Ordre de l'empire britannique.
Lofthouse a passé toute sa carrière dans le club des Bolton Wanderers. Entre 1946 et 1960, il a disputé 452 matches pour les Wanderers et marqué 255 buts. 
Il fut également un attaquant prolifique en équipe d'Angleterre puisqu'il posséda une moyenne de but impressionnante avec 30 buts en 33 sélections.
Il était surnommé le Lion de Vienne depuis une victoire 3-2 de l'Angleterre contre l'Autriche (à l'époque une des meilleures sélections européennes) en mai 1952 à Vienne, rencontre au cours de laquelle il avait inscrit deux buts.

## Carrière
Nat Lofthouse rejoint Bolton Wanderers le 4 septembre 1939 et fait ses débuts le 22 mars 1941 pour un match contre Bury (5-1). Il inscrit deux buts.
Il effectua ses véritables débuts en League le 31 août 1946 pour un match contre Chelsea perdu 4-3. Il inscrit deux buts.
Le 22 novembre 1950, il est pour la première fois appelé en équipe d'Angleterre pour un match à Highbury contre la Yougoslavie (2-2). Il inscrit deux buts.
Le 25 mai 1952, Nat Lofthouse inscrit deux buts lors d'une mémorable partie remportée 3-2 contre l'Autriche à Vienne. De cet exploit il gagnera le surnom de « Lion de Vienne ».
Le 24 septembre 1952, à Wolverhampton, une sélection des meilleurs joueurs de la Ligue anglaise bat une sélection de la ligue irlandaise sur le score de 7-1. Lofthouse inscrit six buts. 
En 1953, il est élu meilleur joueur du Championnat d'Angleterre.
Le 2 mai 1953, il dispute et perd la finale de la FA Cup contre Blackpool (4-3). Il inscrit deux buts.
En 1954, Lofthouse disputa la Coupe du monde en Suisse avec l'équipe d'Angleterre.
Le 20 mai 1956 à Helsinki, lors d'une rencontre remportée 5-1 contre la Finlande, Lofthouse inscrit son 29e but pour l'équipe d'Angleterre et bat ainsi le record vieux de 49 ans de Steve Bloomer.
En 1956, il est meilleur buteur du championnat d'Angleterre avec 30 buts.
Le 3 mai 1958, il remporte enfin la FA Cup après avoir inscrit les deux buts de la finale remportée face à Manchester United (2-0). Son second but reste très controversé, car il bouscula le gardien Harry Gregg pour inscrire son but.
Le 26 novembre 1958, Lofthouse dispute contre le Pays de Galles son 33e et dernier match avec l'équipe d'Angleterre.
Nat Lofthouse met fin à sa carrière en janvier 1960 en raison d'une blessure à la cheville. Il a joué son dernier match le 17 décembre 1959 contre Birmingham City.

## Parcours
- 1946-1960 :  Bolton Wanderers

## Palmarès
Bolton Wanderers FC
- Meilleur buteur du Championnat d'Angleterre de football (1) :
  - 1956: 33 buts.
- Vainqueur de la FA Cup (1) :
  - 1958.
- Finaliste de la FA Cup (1) :
  - 1953.

- 33 sélections et 30 buts avec l'équipe d'Angleterre entre 1951 et 1959